# Dnevnik (časopis)
Dnevnik je slovenski dnevni časopis s sedežem v Ljubljani. Velja za levo-sredinsko usmerjeni časnik. Največ bralcev ima v osrednji Sloveniji, zlasti v Ljubljanski kotlini. Dnevnik je drugi najbolj bran časopis v Sloveniji.
Publikacija je organizacijsko in vsebinsko ločena od tednika Nedeljski dnevnik, ki ga prav tako izdaja časopisna družba Dnevnik d.d.

## Zgodovina
Časopisno podjetje Dnevnik je leta 1951 ustanovila Socialistična zveza delovnega ljudstva Slovenije (SZDL). Časopis je prvič izšel 2. junija tega leta pod imenom Ljubljanski dnevnik. Pokrival je predvsem Ljubljansko kotlino in del Gorenjske in Dolenjske, sprva pa izhajal kot popoldnevnik. Ustanovitelj Ljubljanskega dnevnika je bila Osvobodilna fronta Slovenije. Leta 1968 se je preimenoval v Dnevnik. Do leta 1988 je Dnevnik izhajal že po vsej Sloveniji. SZDL se je leta 1989 ustanoviteljstvu odpovedala. Leta 1996 se je zaključilo lastniško preoblikovanje Dnevnika po Zakonu o lastniškem preoblikovanju. V januarju 1998 je začel Dnevnik izhajati tudi kot spletni časopis.
Dnevnikova naklada se je leta 2006 gibala okoli 60.000 izvodov, leta 2009 dobrih 43.000 prodanih izvodov, leta 2016 je bila povprečna dnevna prodaja časopisa 21.844 izvodov, leta 2017 20.400 izvodov, 2018 18.000 izvodov, septembra 2019 pa 16.727 izvodov, kar ga je uvrščalo na tretje mesto najbolj prodajanih dnevnikov v Sloveniji.
V času prve vlade Janeza Janše je bil Dnevnik zaradi kritičnega poročanja deležen oglaševalnega bojkota podjetji v lasti oz. pod vplivom države.
Dnevnik je s časopisom Večer avgusta leta 2018 na Agencijo za varstvo konkurence vložil prošnjo za združitev. Željo po združitvi so obrazložili na podlagi zahtev razmer trga. V primeru združitve bi novonastalo medijsko podjetje obvladovalo 40 % trga tiskanih medijev. Časopisa sta julija leta 2019 dobila dovoljenje za združitev. Postopek združevanja je bil voden netransparentno. Projekt združevanja naj bi do začetka leta 2020 zamrl zaradi nestrinjanj o cenitvi posameznih družb, ki bi služile kot podlaga za določitev lastniškega razmerja v skupni družbi.
Leta 2002 je imel DZS v Dnevniku d.d. 43 % lastniški delež. V letu 2020 je bila lastniška struktura podjetja Dnevnik, d.d., ki izdaja časopis, sledeča: 35,11 % lastniški delež je imel DZS, d.d., 25,74 % lastniški delež Styria Media International AG, 15,94 % lastniški delež DZS investicije, d.o.o, 10,35 % lastniški delež Delo prodaja, d.d., 6,88 % lastniški delež Dnevnik, d.d., 5,98 % pa je bil lastniški delež ostalih lastnikov.

## Nagrade in priznanja
- 2002: Valvasorjevo častno priznanje za izročitev Cigličevega fotografskega fonda Muzeju novejše zgodovine Slovenije[15][16][17]

## Novinarji
- Peter Lovšin
- Mihael Šorl
- Nina Knavs
- Sebastijan Morozov
- Urška Rus
- Anja Hreščak
- Vanja Brkić
- Gregor Butala
- Tadeja Lukanc
- Tamara Krivec
- Neža Mrevlje
- Eva Branc
- Mojca Furlan Rus
- Urban Sušnik
- Jože Okorn
- Miha A. Štamcar
- Vesna Levičnik
- Ervin Hladnik Milharčič
- Gregor Terzič
- Gašper Stražišar
- Špela Ferlin
- Tina Bernik
- Ingrid Mager
- Anže Lebinger
- Andrej Brstovšek
- Mateja Hrastar
- Vesna Vaupotič
- Miha Turk
- Tanja Lesničar Pučko
- Dejan Kresnik
- Matej Štakul
- Tina Jereb
- Uroš Šemrov
- Mojca Marot
- Veronika Zakonjšek
- Iztok Klemenčič
- Aljaž Potočnik

## Fotoreporterji
- Luka Cjuha
- Bojan Velikonja
- Tomaž Skale
- Jaka Gasar
- Nik Erik Neubauer

## Priloge
- Nika
- Denar IN
- Moj dom
- Pilot
- Moje zdravje
- Antena
- Zaposlitve in kariera
- Dnevnikov Objektiv